# Principauté d'Anhalt-Plötzkau
1544–1553
1611–1665
Entités précédentes :
- Principauté d'Anhalt-Dessau

Entités suivantes :
- Principauté d'Anhalt-Bernbourg

La principauté d'Anhalt-Plötzkau est un État du Saint-Empire romain germanique. Cette subdivision de la principauté d'Anhalt centrée sur la ville de Plötzkau a connu deux existences distinctes.

## Histoire

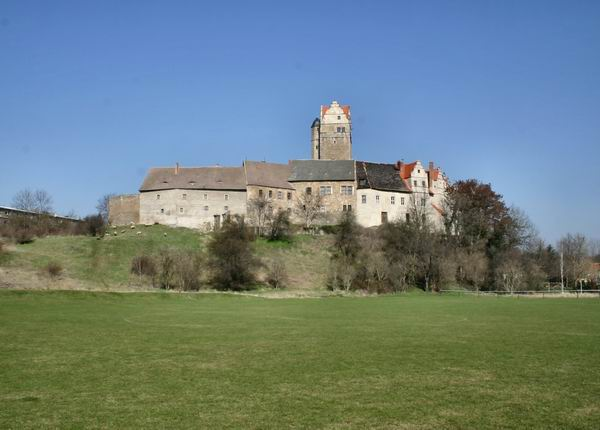
Château de Plötzkau.

Cette principauté est créée une première fois en 1544 par division de la principauté d'Anhalt-Dessau sous le règne de la maison d'Anhalt. Elle revient à Georges III dit « le Béni de Dieu » (1507–1553), le deuxième fils du prince Ernest Ier d'Anhalt-Dessau, qui avait depuis 1530 partagé la puissance avec ses frères Jean V et Joachim. À la mort de Georges III, le 17 octobre 1553, sa principauté revient à ses neveux Charles Ier, Joachim-Ernest et Bernard VII d'Anhalt-Zerbst, fils de son frère Jean IV.
En 1603, la principauté d'Anhalt est partagée à nouveau entre les fils de Joachim-Ernest. La principauté d'Anhalt-Plötzkau n'est recréée qu'en 1611, sur les terres d'Anhalt-Bernbourg au profit du prince Auguste (1575–1653), le cinquième fils. Après sa mort, le 22 août 1653, la lignée est poursuivie par ses fils Ernest-Gottlieb, Lebrecht et Emmanuel. La principauté disparaît en 1665, lorsque les princes Lebrecht et Emmanuel abandonnent Plötzkau à leur cousin Victor-Amédée d'Anhalt-Bernbourg en échange de la principauté d'Anhalt-Köthen, dont la lignée vient de s'éteindre.

## Liste des princes d'Anhalt-Plötzkau

### 1544-1553
- 1544-1553 : Georges III

### 1603-1665
- 1611-1653 : Auguste
- 1653-1654 : Ernest-Gottlieb
  - 1653-1665 : Lebrecht
  - 1653-1665 : Emmanuel